# VFL Grand Final 1986
De VFL Grand Final 1986 was een Australian football wedstrijd tussen de Hawthorn Football Club en de Carlton Football Club. De wedstrijd werd gespeeld in de Melbourne Cricket Ground (MCG) in Melbourne op 27 september 1986. Het was de negentigste jaarlijkse grand final van de Victorian Football League (VFL), gehouden om de premiers te bepalen van het seizoen VFL 1986. De wedstrijd, bijgewoond door 101.861 toeschouwers, werd gewonnen door Hawthorn Football Club met een marge van 42 punten, waarmee ze hun zesde premiership wonnen.